# دوري جامايكا الممتاز 2008–09
دوري جامايكا الممتاز 2008–09 هو الموسم 35 من دوري جامايكا الممتاز. كان عدد الأندية المشاركة فيه 12، وفاز فيه Tivoli Gardens F.C. ‏.